# HSPA desenvolvido

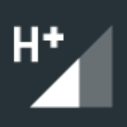
Android HSPA+ logo

O HSPA desenvolvido, também conhecido como HSPA+, HSPA evoluído ou evolução do HSPA, é uma arquitectura de telefonia móvel da terceira geração, definida em 3GPP versão 7. Introduz o conceito de arquitetura plana para HSPA rádio e aumenta os índices das taxas de transmissão ideias para a transmissão de dados de HSPA.
O HSPA desenvolvido aumenta as taxas de transmissão de dados do HSPA fornecendo 42 Mbit/s no downlink e 11 Mbit/s no uplink.
A arquitetura plana de HSPA Desenvolvido converge o RNC com o BTS como definido por 3GPP TR25.999, criando o conceito de E-NodeB. 3GPP Versão-7 também aplaina o âmago de pacote como definido pela aproximação de Túnel Direta. Este é mais um passo em direcção ao LTE/SAE arquitetura plana como definido por 3GPP versão-8, permitindo a evolução transversão de Evolução HSPA a LTE/SAE.
Não deve ser confundido com HSOPA, uma proposta para evolução a longo prazo do 3GPP.